# Mine de Dannemora
Pour les articles homonymes, voir Dannemora (homonymie).
La mine de Dannemora est une ancienne mine de fer située près de Dannemora, à 50 km au nord-est d'Uppsala, dans l'Uppland, en Suède.

## Histoire
Elle est active jusqu'au début du XXe siècle, elle constitue encore au XIXe siècle une des principales et des plus riches mines de fer du royaume de Suède, avant l'essor des mines de Kiruna. Ce fleuron était l'objet de visite organisée dès les années 1850. 
Dans les Mémoires pour servir à la connaissance des affaires politiques et économiques du royaume de Suède, publiés en 1776, il est signalé que son minerai atteint souvent 60 % en masse alors que la moitié de cette valeur contente bien souvent la plupart des exploitations. Elle produit alors plus de 40 000 schifpund ou 120 000 quintaux sous forme de barre de fer, ce fer de qualité, réputé, est alors nommé fer d'Öregrund, du nom de la ville minière voisine, où les barres étaient exposées à la vente ou à l'impôt royal. Plus de 200 mineurs travaillent dans une grande fosse ouverte de 60 à 70 toises de profondeur, avec force équipages de chevaux et installations hydrauliques pour puiser ou évacuer l'eau. Le minerai alimente à cette époque les hauts-fourneaux voisins d'Osterby (Schleswig-Holstein), de Gimo, de Forsmark, de Loesssta, de Soedersfors, de Watholma et d'une autre dizaine d'installations parfois à plus de 7 milles de la mine. 
La mine date du Moyen Âge, remonte peut-être au XIIIe siècle, mais le premier document d'exploité confirmé date de 1481. Les négociants de la hanse, en particulier de Lübeck en prennent le contrôle, ce n'est qu'une source de minerai brut en 1470, selon leurs minutes d'archives. Elle donne dès ce moment bon an mal an 24 000 schifpund de minerai riche exporté sans aucune transformation locale. 
Le règne de Gustave Vasa en échappant à l'emprise économique monopolistique de la Hanse aurait marqué la généralisation d'installations de fonte et de transformation par forges et martinets, en grande partie par le savoir-faire d'hommes de métier appelés des Pays-Bas autrichiens et des contrées allemandes ou romanes voisines en général. 
Elle fut fermée en 1992. La mine atteint une profondeur maximale de 640 m. Le fer qui y était produit était d'une très haute qualité, considéré au XVIIIe siècle comme un des meilleurs fers au monde.